# South Africa International 2014
Die South Africa International 2014 im Badminton fanden vom 4. bis zum 7. Dezember 2014 in Pretoria statt.

## Sieger und Platzierte
| Disziplin    | Gold                                   | Silber                            | Bronze                         |
| ------------ | -------------------------------------- | --------------------------------- | ------------------------------ |
| Herreneinzel | Luka Wraber                            | Edwin Ekiring                     | Maxime Moreels                 |
| Herreneinzel | Luka Wraber                            | Edwin Ekiring                     | Milan Ludík                    |
| Dameneinzel  | Cemre Fere                             | Marie Demy                        | Grace Gabriel                  |
| Dameneinzel  | Cemre Fere                             | Marie Demy                        | Ebru Yazgan                    |
| Herrendoppel | Farzin Khanjani Mohamad Reza Khanjani  | Alen Roj Luka Wraber              | Emre Vural Sinan Zorlu         |
| Herrendoppel | Farzin Khanjani Mohamad Reza Khanjani  | Alen Roj Luka Wraber              | Edwin Ekiring Milan Ludík      |
| Damendoppel  | Cemre Fere Ebru Tunalı                 | Kader İnal Ebru Yazgan            | Jennifer Fry Sandra Le Grange  |
| Damendoppel  | Cemre Fere Ebru Tunalı                 | Kader İnal Ebru Yazgan            | Kate Foo Kune Yeldi Louison    |
| Mixed        | Cameron Coetzer Michelle Butler-Emmett | Prakash Vijayanath Stacey Doubell | Sahir Edoo Yeldi Louison       |
| Mixed        | Cameron Coetzer Michelle Butler-Emmett | Prakash Vijayanath Stacey Doubell | Ali Ahmed El Khateeb Doha Hany |